# Foro de Justicia Costa Rica
El Foro de Justicia  (fundado en el 2016 en San José, Costa Rica) es un espacio de la ciudadanía para el diálogo, compuesto por organizaciones y personas de distintas orientaciones y disciplinas cuyo objetivo consiste en monitorear el funcionamiento del sistema de justicia costarricense en aras de proponer reformas para lograr una justicia independiente, pronta, cumplida e igual para todas las personas, en cumplimiento de los estándares internacionales en materia de derechos humanos.
Actualmente se encuentra conformado por la Asociación Americana de Juristas rama Costa Rica, la Asociación Costarricense de la Judicatura (ACOJUD), la Asociación Costa Rica Íntegra (CRI), la Cátedra Unesco de Derechos Humanos de la Universidad La Salle, el Centro por la Justicia y el Derecho Internacional (CEJIL), la Facultad de Derecho y el Instituto de Investigaciones Jurídicas, ambos de la Universidad de Costa Rica, el Programa Estado de la Nación (CONARE) y personas expertas a título personal.

## Reseña biográfica
El Foro de Justicia se creó en el 2016 con el objetivo de lograr que se garantice el derecho a una justicia independiente, pronta, cumplida e igual para todas las personas. Un antecedente que impulsó la conformación de este espacio fue el Informe de Estado de la Justicia del 2015, donde se evidenció deficiencias en los procedimientos de nombramientos de magistraturas y riesgos para la independencia judicial. 
En la última década el Poder Judicial costarricense ha sufrido un proceso de deterioro en su institucionalidad que ha mermado la confianza ciudadana en la institución y que ha puesto sobre la mesa una serie de cuestionamientos. A esto se suma una ciudadanía cada vez más empoderada, pero que confía cada vez menos en la institución.
Este proceso de deterioro de la confianza en las instituciones del Estado se ha acelerado en el marco de una crisis política que enfrentó el Poder Judicial desde el 2016 y hasta el 2018. impulsamos la creación de dos paneles de personas expertas independientes, quienes documentaron procesos de nombramientos y evaluaron su actuar.
Además el Foro de Justicia ha impulsado campañas que buscan cumplir con principios de transparencia y rendición de cuentas en los procedimientos de nombramientos que realiza la Asamblea Legislativa y la Corte Suprema de Justicia. Principalmente para que se realice la votación de manera pública, que en la actualidad se sigue manteniendo secreta en Costa Rica.